# Massimino (nome)
Massimino  è un nome proprio di persona italiano maschile.

## Varianti
- Ipocoristici: Max
- Femminili: Massimina

### Varianti in altre lingue
- Basco: Maximin[2]
- Catalano: Maximí[2]
- Croato: Maksimin
- Francese: 	Maximin
- Latino: Maximianus[1][2][3]
- Lituano: Maksiminas
- Polacco: Maksymin
- Portoghese: Maximino[3]
- Russo: Максимин (Maksimin)
- Serbo: Максимин (Maksimin)
- Spagnolo: Maximino[2][3]

## Origine e diffusione
Deriva dal cognomen romano Maximinus, basato sul nome Maximus, e significa quindi "appartenente a Massimo", "discendente di Massimo". È analogo per formazione ai nomi Massimiliano e Massimiano. 
Un suo uso moderno può anche costituire un diminutivo di Massimo.

## Onomastico
Vari santi hanno portato questo nome; l'onomastico si può festeggiare in memoria di uno qualsiasi di essi, alle date seguenti:
- 29 gennaio, san Massimino, martire con san Gioventino ad Antiochia sotto Flavio Claudio Giuliano[5]
- 29 maggio, san Massimino, vescovo di Treviri[4][5]
- 8 giugno, san Massimino, vescovo di Aix[4][5]
- 10 luglio, beata Massimina, venerata a Figline Valdarno[6]
- 15 dicembre, san Massimino, abate di Micy[4][5]

## Persone

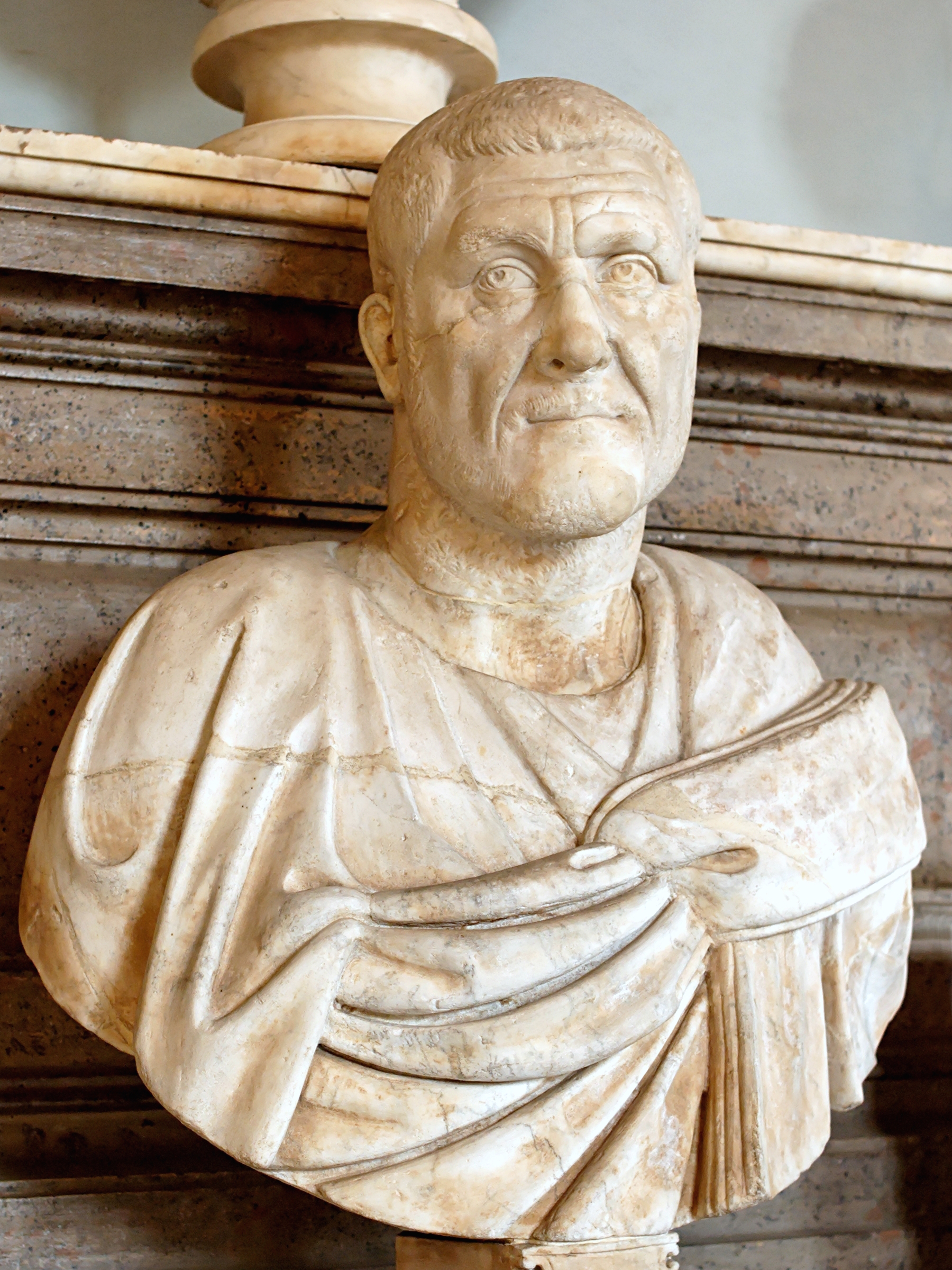
Massimino Trace

- Massimino, prefetto del pretorio d'Italia
- Massimino, prefetto del pretorio delle Gallie
- Massimino Daia, imperatore romano
- Massimino Trace, imperatore romano
- Massimino dei Goti, vescovo tedesco
- Massimino di Micy, abate franco
- Massimino di Treviri, vescovo tedesco

### Varianti maschili
- Maximin Giraud, uno dei ragazzi protagonisti delle apparizioni di La Salette
- Maximino Romero de Lema, arcivescovo cattolico spagnolo

### Variante femminile Massimina

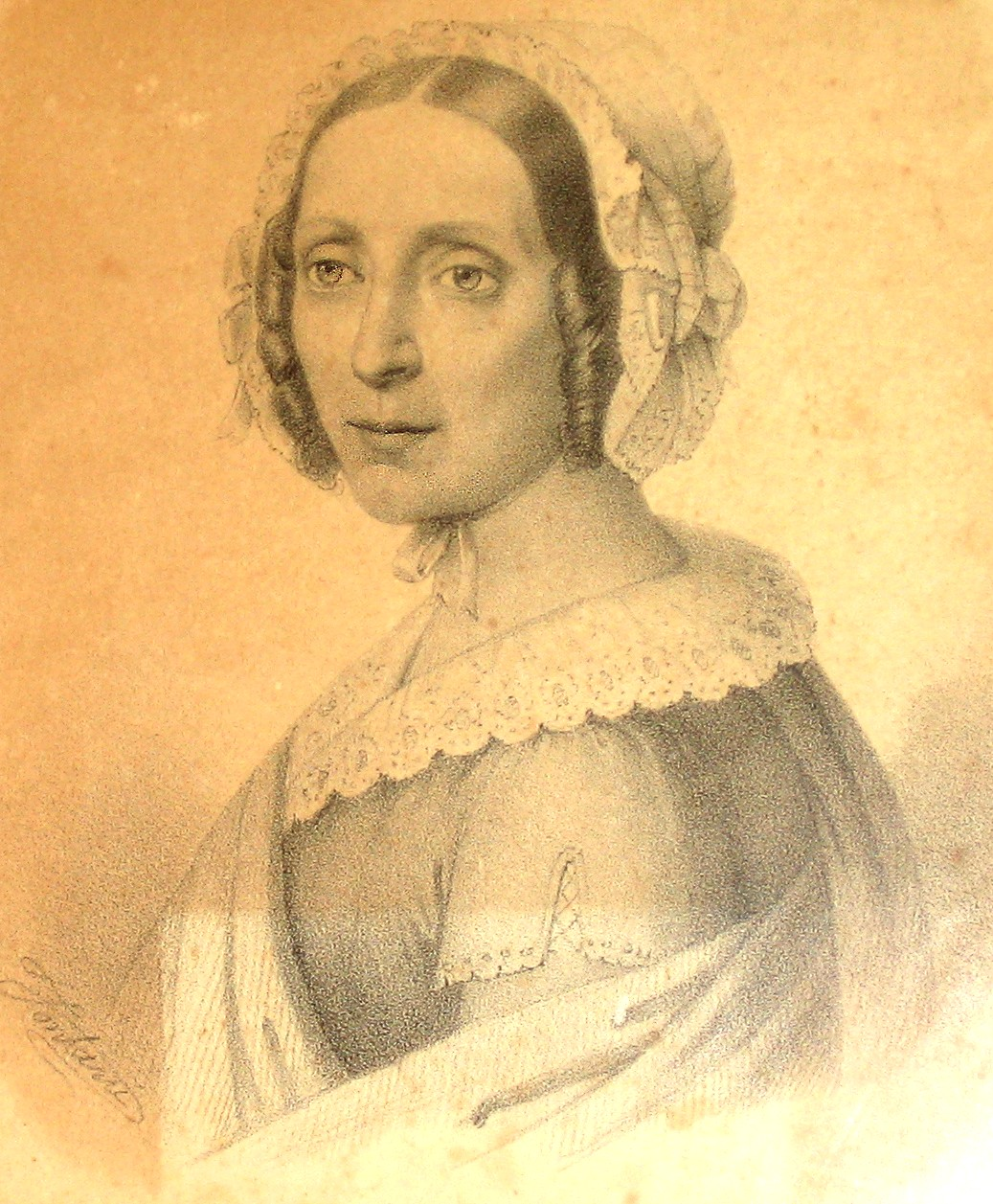
Massimina Rosellini Fantastici

- Massimina Rosellini Fantastici, scrittrice e poetessa italiana